# حق النساء في التصويت في نيوزيلاندا

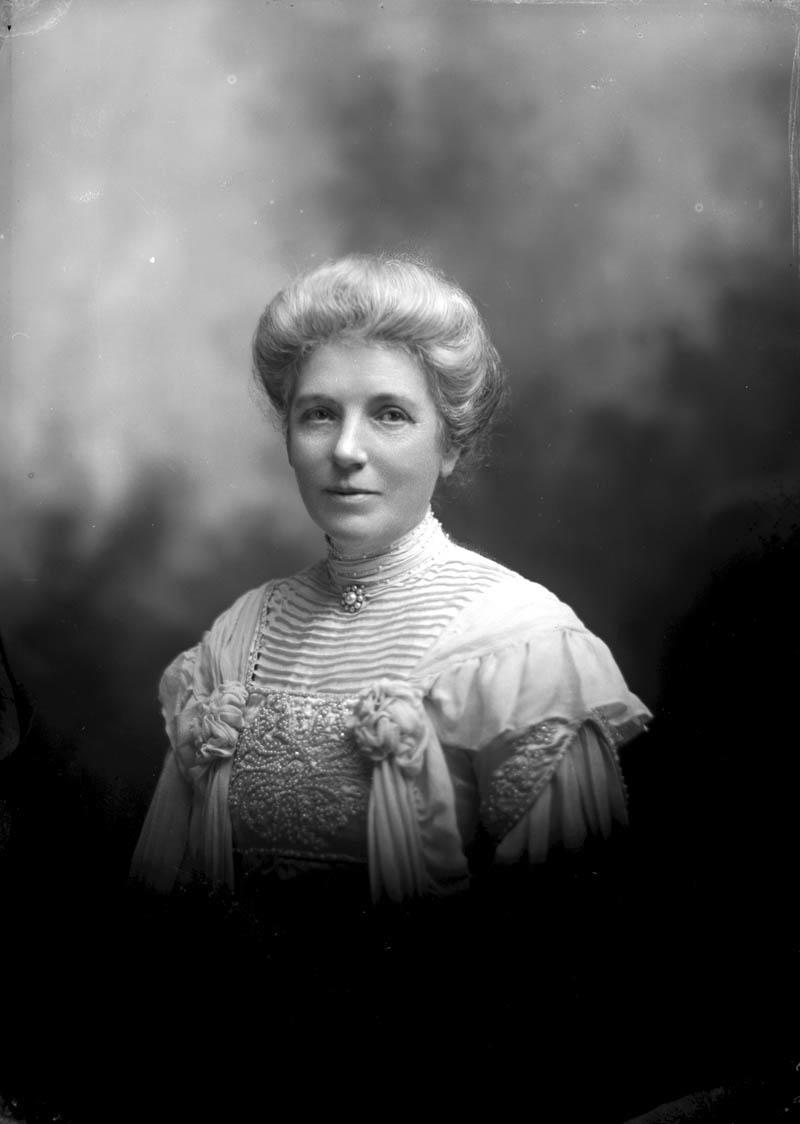

ظهر حق المرأة بالاقتراع في نيوزيلاندا كقضية سياسية مهمة في نهاية القرن التاسع عشر. في مطلع نيوزيلاندا الاستعمارية، كما في المجتمعات الأوروبية الأخرى، أبعدت المرأة من أي تورّط في البيئة السياسية. بدأت الآراء العامة بالتغير في النصف الثاني من القرن التاسع عشر، من ناحية أخرى، وبعد أعوام من جهود نشطاء منح المرأة حق الاقتراع والتي قادتهم كيت شيبارد، أصبحت نيوزيلاندا أول دولة في العالم بمنح المرأة حق الاقتراع في الانتخابات البرلمانية.
منح القانون الانتخابي الذي زوّد المرأة بالامتياز التجاري، الموافقة الملكية من قبل الحاكم لورد غلاسغلو في 19 سبتمبر عام 1893 (الانتخاب من أجل الناخبين الماوريين أقيم في 20 ديسمبر). أصبحت إليزابيث ياتس أيضًا عمدة أونيهونغا، وهو المنصب الذي احتل لأول مرة من قبل امرأة في أي مكان من الإمبراطورية البريطانية.
وجد في القرن الحادي والعشرين نساء ناخبات أكثر كفاءة من الرجال، كما استخدمت النساء حقها بالاقتراع أكثر من الرجال. من ناحية أخرى، بقيت النسبة الأعلى من النساء غير الناخبات يواجهن عوائق تحول دون قدرتهم على الانتخاب.

## حملة ناجحة
مُنحت المرأة حق الاقتراع بعد عقدين من النشاط في سبيل تلك القضية في كل نيوزيلاندا، قادت هذه الحملة نساء من بينهن كيت شيبارد وماري آن مولر. كان الاتحاد النسوي للاعتدال المسيحي في نيوزيلاندا والذي قادته آن وارد آليًا على نحو خاص. تأثُرًا بالفرع الأمريكي من الاتحاد النسوي للاعتدال المسيحي وفلسفة المفكرين مثل هاريت تايلور ميل وجون ستيوارت ميل، جادلت الحركة أن بإمكان المرأة جلب الأخلاق إلى السياسة الديمقراطية. جادل المعارضون على الخلاف من ذلك، أن السياسة هي خارج الجو الطبيعي للمرأة الذي يتمثل بالمنزل والعائلة. أفاد مؤيدو منح المرأة حق الاقتراع أن السماح للمرأة بالاقتراع سيشجع السياسات التي حمت ورعت العائلات.
نظّم ناشطو الاتحاد النسوي للاعتدال المسيحي بالإضافة إلى مؤيّدات منح المرأة حق الاقتراع وقدّم سلسلة من العرائض إلى البرلمان: ضمّت عريضة عام 1891 ما يقارب 9,000 توقيعًا وتلتها عريضة عام 1892 التي احتوت ما يقارب 20,000 توقيعًا، وأخيرًا في عام 1893 احتوت العريضة على ما يقارب 32,000 توقيعًا، العدد الذي يمثّل تقريبًا ربع ساكنات نيوزيلاندا البالغات.
منذ عام 1887، أُقيمت العديد من المحاولات لإقرار أحكام تمنح المرأة حق الاقتراع، أولها أُقرّه يوهان فوغل رئيس الوزراء الثامن لنيوزيلاندا، اقتربت هذه المحاولات من النجاح بإقرار القانون. مُرّرت العديد من الأحكام التي قد تمنح المرأة حق الاقتراع في مجلس النواب إلا أن المجلس التشريعي الأعلى رفضها.
حرّك والتر كارنكروس في عام 1891 تعديلًا يطمح بإفشال القرار الجديد في المجلس التشريعي. اقترح تعديله منح النساء الأحقية بإمكانية انتخابهم إلى مجلس النواب، وبهذه الطريقة ضمن كارنكروس أن المجلس التشريعي الأعلى المحافظ سيرفض القرار. أثارت خطة كارنكروس سخط الناشطة في منح المرأة حق الاقتراع كاثرين فولتون، التي نظّمت احتجاجًا في انتخابات عام 1893. منح الحكم الانتخابي لعام 1892 الذي قدمه جون بالنس، بهدف منح المرأة حريتها، ولكن، إلا أن جدلًا حول تعديل غير عملي مرسل بالبريد تسبب برفضه.
مع حلول عام 1893، تشكّل دعم عظيم لمنح المرأة حق الاقتراع. طُرحت عريضة عام 1893 فيما يخص منح المرأة حق الاقتراع إلى البرلمان وأُقرّ قرار انتخابي عن طريق المجلس الأدنى بغالبية الأصوات. خلال المناظرة، ظهر دعم كبير لتحرير نساء الماوري بالإضافة إلى نساء باكيها، ناصر جون شيرا تضمين نساء الماوري، الذي كان متزوجًا من امرأة نصف ماورية.